# Phorinia nigra
Phorinia nigra là một loài ruồi trong họ Tachinidae.